# 解雇された暗黒兵士（30代）のスローなセカンドライフ
『解雇された暗黒兵士（30代）のスローなセカンドライフ』（かいこされたあんこくへいしさんじゅうだいのスローなセカンドライフ）は、岡沢六十四による日本のライトノベル作品。「小説家になろう」にて2018年11月15日から2020年7月30日にかけて連載され、2019年8月2日からはKラノベブックス（講談社）より刊行されている。イラストはsage・ジョー。魔王軍から突然解雇され、流れ着いた人間の村で第二の人生を送ることになった主人公を描くファンタジー作品。2024年11月時点で電子版を含めた累計部数は200万部を突破している。
メディアミックスとして、るれくちぇによるコミカライズの連載が『ヤングマガジンサード』（講談社）にて2019年Vol.9より開始。その後『月刊ヤングマガジン』（同社）との合併に伴い、同誌にて2021年6号より連載中。また2023年1月から3月までテレビアニメが放送された。

## あらすじ
四天王グランバーザに拾われて魔族として育てられ、何故か魔法が使えないながらも魔王軍の四天王の補佐として仕事をしていた暗黒兵士のダリエル。しかしグランバーザが引退し、次の四天王となったバシュバーザに「魔法の使えない魔族は新しい魔王軍には不要」と解雇されてしまう。
森の中を彷徨うなか、人間族のマリーカがモンスターに襲われているところを助け、彼女が住むラクス村に身を寄せることとなる。その際、魔族には反応しないはずの冒険者の登録が成功。そこでダリエルは自分が人間族であり、だからこそ魔法が使えなかったと気づく。更に、人間族特有のオーラに対しては異常なほどの適合があることが分かり、ダリエルはラクス村の一員として生活していくことになる。

## 登場人物
声の項はテレビアニメの声優。情報はコミック版及びそれを基としたTVアニメ版の物であり、原作であるWEB版とは少し違う。

### 人間族

#### 主要人物
ダリエル
声 - 杉田智和、河瀬茉希（幼少期）
本作の主人公。物語開始時32歳。魔王軍の四天王の補佐として働いていたが、バシュバーザに解雇される。実は人間族であったため、魔法を使うことができない。逆にオーラに対する適合は全て最高レベルとなっていた。
「人間族の武器を使うのは魔族の恥」という常識があったため、魔王軍所属時代は常に素手で戦っていた。
魔王軍時代は周囲の気配りに長け、また面倒見も良かったため、戦闘力が無くとも後方支援の面で優秀であり、魔族の中にはドロイエやリゼートをはじめとする理解者も居るほど。魔王軍時代の部下であるノッカーには非常に慕われており、ダリエルもノッカーたちを一人一人区別する事が出来る。この能力はラクス村に来てからも発揮され、村長になってからはミスリル工房や冒険者ギルドの拡張など、村の発展に大いに役立っている。
マリーカの胸を見て態度を変えるなど、若干だらしないところがある。
人間であるため本来魔法が使えないはずだが、バシュバーザとの戦いの後禁呪の影響を受けて自身も魔法を使えるようになり、オーラと魔法両方を扱える唯一の存在となる。
マリーカ
声 - 藤田茜
本作のヒロイン。人間族の女子。物語開始時10代後半。ふくよかな胸を持つ。
無意識にオーラを使用しているのかは不明だが、自分よりも大きな倒木を難なく持ち上げるなど力が非常に強く、大抵のモンスターは自力で倒せる。その反面力を制御しきれておらず、周囲の家具などを破壊したり、ダリエルに凄まじい勢いで体当たりしたり抱き着いて締め上げるなど、無自覚に迷惑をかけてしまうことがある。
その力の為大抵のことは自力で解決できるため今まで男性に頼った事が無く、森でモンスターに襲われていたところをダリエルに助けられた際、初めて男性に助けられたとダリエルに一目惚れし、お礼と称して半ば強引にラクス村に招待する。
交友を深める内にお互い惹かれ合い、恋愛を重ねて結婚。長男のグランをはじめ、長女のセリーカや次男のアランなど、計4人の子供を授かる。

#### ラクス村関係者
エンビル
声 - 浜田賢二
マリーカの父。人間族のラクス村の村長で、ギルドのマスター。元冒険者であり、オーラ特性はヒットのみに適合がありハンマーを使って戦っていた。ダリエルがフィットビタンとの決闘に勝利後、老いによる自分の限界を悟り村長の座をダリエルに譲る。その後はダリエルの補佐の下でギルドマスターに専念し、センターギルドに迫る勢いに成長させている。自身が引退した後はガシタを次期ギルドマスターにと考えている。
実はダリエルは初対面では「マリーカの父」としか紹介されず、結婚後も長い間名前を知らずに「お父さん」と呼び続けており、アランツィルとグランバーザが和解後、食事中にアランツィルがエンビルの名前を呼んだことで初めて知った。
役を演じる浜田によると、「気の良いおじさん」の印象を持つ。
エリーカ
声 - 渡部恵子
エンビルの妻でマリーカの母。
役を演じる渡部によると、「いつも笑顔で、優しい素敵な」印象を持ち、「肝が据わった」キャラクターである。
ガシタ
声 - 柿原徹也
Dランクの冒険者の若者。ダリエルが来るまではラクス村唯一の冒険者であり、自分を特別視し調子に乗っている面があったが、順調に結果を出すダリエルへの対抗心からCランク以上限定という規則を無視し、無謀にもブレイズデスサイズに挑んで返り討ちに遭う。この時ダリエルに救われてからは彼の実力を認め、以後は「兄貴」と慕うようになる。その後は気持ちを入れ替え堅実に実績を積んでBランクに昇格、レーディとの対戦では新たに手にしたミスリルの弓矢を用いて敗れはしたものの、一定以上の評価を受けるまでに成長した。
良くも悪くも幼く素直な性格で、敵対した相手には極めて横柄で乱暴な態度を取る反面、一度気を許した相手には驚くほど人懐っこくなる。
ストーカーの如くどこかからダリエルを凝視する、マリーカがうっかりダリエルを「旦那様」と呼び微妙な雰囲気になった際自分がダリエルと付き合うと宣言する、強大な力を持つアランツィルがいる場で「最強は兄貴」と周囲に触れ回るなど、慕い方が行き過ぎなところがある。
本職に関係しない特技として天賦の画才があり、ダリエルたちを描いた家族画などは写真と見紛うほどの腕前を見せている。
スミス
声 - 岩崎ひろし
優秀な腕を持つミスリル鍛治職人の老人。好色家であり女性に目が無い。腕は確かだがミスリル鍛冶を行うためなら手段を選ばず、フィットビタンにすり寄って強引にミスリルを分けてもらい、その際にミスリルを一部盗むなどあくどい方法もためらいなく行う。既存の鍛冶作業とは天地ほども違うミスリル加工を、半ば女性や女体そのものとして扱っているフシがあり、これらについて「ベッドマナー」という表現を好んで使う。
ミスリルを使い、既存の分類に属さない未知の武器を作製することを目標としており、ミスリルの鉱山を魔族から取り返したことに恩を感じ、未知の武器をダリエルの為に作る決意をしている。フィットビタンとの決闘の際その武器である「ヘルメス刀」が完成し、ダリエルに渡した。
その後ダリエルがマリーカと結婚し、村長になってから一年の間に死去した（死因は描写が無く不明）が、彼が築いたミスリル加工の技術と心得は、ラクス村の職人達に「ベッドマナー」の呼び方と共に受け継がれている。
サカイ
声 - 大野智敬
スミスの1番弟子で、スミス亡き後のミスリル工房長。イケメンの好青年で女性にモテるが、師匠を越えるミスリル鍛治職人になると鍛治に没頭しており、色恋沙汰には興味は無い。相手の利き手を触れただけで適合オーラを把握し、それに見合った武器を作れるほどの腕を持つ。将来はグランのためにヘルメス刀を作る事を目標にしている。
本来は人付き合いが苦手であるが、スミスから「自分が弱気になると冒険者が不安になる」という心得を教えられているため、客の前では軟派な性格を演じている。しかしその後反動で狭い場所に引きこもってしまうため、ダリエルがカウンセリングを行う必要がある。
グラン
声 - 渡部恵子
ダリエルとマリーカの長男。マリーカ譲りの赤毛に、顔立ちと巨乳好きはダリエル似。ダリエル同様に生まれつき全てのオーラの適合率が高く、加えてアランツィルやグランバーザの2人の祖父をはじめ、ガシタをはじめとする冒険者が遊び相手がてらに稽古をつけた影響で、6歳の頃には単身でC級モンスターを狩れるどころか勇者候補に選ばれるまでに成長する。
バシュバーザに懐いており、初めて口にした言葉は抱っこされた際に発した「バシュバーザお兄ちゃん」だった。
セリーカ
ダリエルとマリーカの長女。マリーカ譲りの赤毛と顔立ちを持つ。調子に乗りやすいグランのブレーキ役であり、遊び道具でもあるフライパンでグランを叩く。無論、グラン同様に両親の能力は受け継いでおり、フライパンもサカイが作ったミスリル製であり、一般人相手にフライパンで叩くと最悪即死するとの事。

#### その他の人間族
フィットビタン
声 - 大泊貴揮
ラクス村の近隣に位置するキャンベル街の冒険者ギルドに所属するB級冒険者。冒険者のランクで人を判断し、ランクが低いながらも早々に知名度を上げているダリエルを快く思っていない。
ブレイズデスサイズの出現に対して包囲網を敷いていたパーティの内一つに所属していたのだが、自分のミスで包囲網に穴をあけブレイズデスサイズをラクス村近辺まで移動させてしまい、ガシタとダリエルの介入を許してしまった。
その後もダリエルから手柄を奪うため様々な策略を仕掛けるも悉く失敗。自分よりも評価されるダリエルを逆恨みして決闘を申し込みミスリルの武具で戦うが、スミスが作ったヘルメス刀を渡されたダリエルに武器を粉砕され完敗した。
その後は心を入れ替えて真っ当に仕事をこなしており、バシュバーザの操る炎魔獣サラマンドラがミスリル鉱山を襲った際、ダリエルに救援を要請している。
ベストフレッド
声 -  篠原孝太朗
ミスリル鉱山の監督官として、キャンベル街のセンターギルドから派遣されたギルド幹部。 鉱山の運営にノッカーたちを「支配」するのではなく「協力」という方針を考えており、ダリエルから魔族であるリゼートとのミスリル売買の提案を受け入れるなど、柔軟かつ飽和的な思考の持ち主。元A級冒険者でヒット(打)とガード(守)のオーラ特性に秀でた拳闘士であり、武器はナックルガードを兼ねた小盾。
ダリエルの仲介でリゼートやノッカー達と接している内に魔族にも善人が居ると考えを改め、ダリエルに全幅の信頼を寄せるようになる。また、ノッカー達とも信頼関係を築いている。
センターギルド理事長
キャンベル街に位置するセンターギルドのトップ。実はマリーカの母方(エリーカ)の祖父。
ダリエルを一目見て勇者の素質があると、事あるごとに打診している他、身内贔屓無しでミスリル製品販売の中心地であるラクス村の後ろ盾をしている。
レーディ
声 - 鬼頭明里
勇者。魔王を討伐する任務をこなす女の子。勇者としては未熟で、腕に立ち振る舞いに関するメモを書いてカンニングしている。
ミスリル武器と新たな仲間を手に入れる為、ラクス村を訪れた。そこでダリエルの強さを見て、勇者パーティに引き入れようとするが、あくまでも争いを止めることを考えるダリエルを見て勧誘をあきらめた。
ノルティアとの戦闘中割り込んだダリエルが見せた裂空を見て、自分自身の力不足を感じ、ダリエルを先生と仰ぐようになる。
その後ゼビアンテスと遭遇し、決闘を行うこととなったが、決闘中グランが落石に巻き込まれかけたことで終了。一気にゼビアンテスと仲良くなった。
テレビアニメ版ではノルティアが登場しないため、ダリエルとの手合わせ中に裂空同士をぶつけて相殺する、という形でダリエルの裂空を目撃する。
サトメ
声 - 工藤夕希
勇者パーティーの1人で盾使い。
セッシャ
声 - 手塚ヒロミチ
勇者パーティーの1人で槍使い。
ノルティア
レーディがラクス村を訪れて数日後に現れたAランク冒険者の男。
センターギルドに勇者パーティへの参加を指示されてラクス村に来た、と本人は語るが、その本当の目的はレーディを殺害し自分が勇者になり変わる事。そのためなら不意打ちを仕掛けようとしてダリエルの家の壁を破壊する、レーディの剣を折れやすく細工したうえで手合わせを行い、殺人を事故に見せかけようとするなど、手段を選ばない。
ダリエルに目的を看破されると一気に弱気になり、退散していった。
その後勇者になることは諦めたらしく実家の大工稼業を継ぎ、ゼビアンテスの別荘の建設に参加している。
テレビアニメ版には登場しない。そのためダリエルが裂空を使うタイミングがレーディとの手合わせ中に改変されている。
アランツィル
声 - 井上和彦
先代勇者。ダリエルと同様オーラの4系統全てに高い適合を持つ。グランバーザとの戦いで傷を負い、レーディに勇者の座を譲ることとなった。
ダリエルには戦う姿しか見ていないため血も涙も無いと思い込まれていたが、実際には子供と楽しく遊ぶなど温厚な性格。
実はダリエルの実の父親であり、ダリエルの持つオーラの異常な適合はアランツィルからの遺伝によるものである。30年前ベゼタンの襲撃によって妻が死亡、息子であるダリエルが行方不明となり、それ以降魔族に対して憎しみを持ち、容赦なく殺害している。
クエスト中のセッシャとたまたま会い、ラクス村に留まり続けるレーディの様子の確認のためラクス村を来訪。この時ラクス村に滞在していたゼビアンテスに対しては当初魔族と気づいておらず握手をしていたが、その後ゼビアンテスが風で飛んだ洗濯物を回収するためうっかり魔法を使用したことで魔族と知って襲い掛かり、ダリエルや後から来たグランバーザと敵対するが、マリーカに止められる。その後は自分の孫であるグランに対し親バカを発揮している。
バシュバーザがミスリル鉱山やラクス村を襲撃した際はかつての敵であるグランバーザと肩を並べ、炎魔獣サラマンドラと対峙。今まで魔族に対する憎しみで戦っていたため、この状況に「初めて勇者らしい心で戦える」と感想を呟いた。

### 魔族
バシュバーザ
声 - 阿部敦
四天王のひとりで「絢火」の２つ名を持つ。血統主義者で、魔力が使えない義兄弟のダリエルを快く思っておらず、四天王就任を機にダリエルの解雇を決定した。
解雇した理由はダリエルの実力によるもの、というのは建前であり、実際には父親であるグランバーザが自分よりも拾ってきたダリエルの面倒を見ている、という嫉妬心の為。
魔法の腕は優秀な一方で内政の腕は良くなく、後方支援の意義をあまり理解していない。ダリエルの気配りが無くなったことから無茶な命令による失策を繰り返し、ミスリル鉱山をダリエルに奪われたことで魔王からは叱責されたうえ魔王がダリエルを褒めたため、ダリエルに強い憎しみを持ち、周囲に当たり散らしている。
最終的に禁呪を持ち出して炎魔獣サラマンドラを操り、ミスリル鉱山やラクス村に襲い掛かるが、ダリエルと一騎打ちとなる中、ダリエルが抱いていた心の声を聞き魔物への吸収を回避。以降はダリエルを「兄さん」、マリーカを「姉さん」と呼ぶようになる。魔王から魔王軍追放の処分を受け、一時的にラクス村に身を寄せ、その後は罪滅ぼしとしてこれまでに迷惑をかけた人々への謝罪と『兄さんが大事にしてきたものを見てみたい』と考え、二人と村に別れを告げて世界放浪の旅に出る。
その後も時々ラクス村に戻ってきており、ダリエルに手を貸している。
ゼビアンテス
声 - 大久保瑠美
四天王のひとりで「華風」の２つ名を持つ。お嬢様気質でドS。ミスリル製の魔道器収集を趣味にしている。
リゼートを尾行してミスリルを有するラクス村に現れ、ミスリルを奪おうと企むも、ダリエルに阻まれる。最終的にリゼートとは別にミスリルを売ることで決着を付けた。
その後レーディと遭遇し、決闘を行うこととなったが、決闘中グランが落石に巻き込まれかけたことで終了。以後は仲良くなったレーディの監視と称してラクス村に滞在するが、その後現れたアランツィルに襲われることとなる。
ドロイエ
声 - 中原麻衣
四天王のひとりで「沃地」の２つ名を持つ。役を演じる中原によると、「凛としている女性」の印象を持つが、「たまに崩れるギャップがとても可愛い」ような人物。
四天王の中でダリエルの優秀さを唯一理解しており、ダリエルの解雇を止める事が出来なかった事を悔いている。
ダリエルが解雇された後もダリエルを探し、連れ戻すことを提案し続けている。また他の四天王が各々魔王城を離れて独自の行動を取っているため、一人魔王城に残り、魔王軍を何とか運営している。
ベゼリア
声 - 鶴岡聡
四天王のひとりで「濁水」の２つ名を持つ。水系魔法の使い手であり、魔力が使えないダリエルを見下している。
リゼート
声 - 立花慎之介
魔王軍暗黒魔道士。
気にしいなところがあり、ダリエルが魔王軍を解雇された際たまたま嫌みを喋っていたことを、ミスリル鉱山近辺で再会するまで長期間気にしていた。
ミスリル鉱山をダリエルに奪われた後、ノッカーたちとの関係改善のためミスリル鉱山を訪れ、ダリエルと再会。ミスリルの売買について交渉した。その後四天王と同等の地位を持つ「特務官」へと昇格し、魔王軍の運営に携わりながら、時折ラクス村を訪れてミスリルの売買とグランの相手をしている。
役を演じる立花によると、ダリエルの親友のような立ち位置のキャラクター。
グランバーザ
声 - てらそままさき
「業火」の２つ名を持つ元四天王にしてバジュバーザの実父。赤子の孤児だったダリエルを拾い、我が子のように育てた。ダリエルは魔王軍を解雇された今でも実父のように慕っている。
元々ダリエルにバジュバーザを支えてもらうつもりでいたが、そのバジュバーザがダリエルを解雇したうえ失策を繰り返して魔王軍を崩壊させかけている事を知りバシュバーザを殴り飛ばす。その後魔王から居場所を伝えられ、ダリエルを連れ戻すためラクス村に向かい、そこでダリエルと戦闘中のアランツィルと敵対するが、マリーカに止められる。その後はアランツィルと和解し、グランに対し親バカを発揮している。
バシュバーザがミスリル鉱山やラクス村を襲撃した際は、ダリエルがバシュバーザと戦っている間アランツィルと共に炎魔獣サラマンドラと対峙する。
ベゼタン
声 - 大泊貴揮
元水の四天王。30年前、アランツィルの妻を殺害し、アランツィルに倒される。この時当時赤子のダリエルを誘拐して隠し、グランバーザに託して死亡。ダリエルが魔族として育てられることとなったきっかけを作った人物でもある。
魔王
声 - 釘宮理恵（人間若年形態）、黒田崇矢（怪物形態）、平川大輔（人間青年形態）
魔族を束ねる王。本名は不明。はるか昔、魔族に魔法の力を与えたとされているが、真相は誰も聞こうとしないため不明。
一人称が「ぼくちん」、自分を「忘れっぽい」と評したり、グランバーザの難しい言い回しを理解できず「なんて？」と返すなど口調にはあまり威厳が無いが、実力は魔王として相応にある。
四天王などが世代交代を行っているなか、一人だけ世代交代を行わず魔王を勤め続けており、グランバーザからは不老不死と予想されている。
見るものの実力によって外見が変わるという特性を持ち、作中ではバシュバーザには小柄な少年に見え（禁呪習得後は青年に成長した姿に見えていた）、グランバーザには悪魔や龍を思わせる巨大な怪物に見えていた。
バシュバーザの処刑の際、「一から魔族としてやり直す」または「地獄へと落ちる」かを選ばせた。しかしバシュバーザは「禁じられた行為に手を染めたのだから、お慈悲は要らない」と地獄を選択。そのため、「喜ばせて地獄に落とそうと思ったけど、つまらなくなった」という理由から、ダリエルと同様に魔族からの追放（事実上の解雇）処分とした。

## 用語
人間族と魔族
この世界には人間族と魔族の2種類の種族が存在する。両者に身体的特徴の違いは存在せず、違いは魔法を使えるか、オーラを使えるかのみ。
両者は長年対立関係にあり、互いに相手の技術を用いることに嫌悪感を持つことが多いほか、種族がバレただけで殺し合いが起こることも珍しくない。
魔法
魔族が使用する力。火、水、風、土の4つの属性が存在する。
魔法の行使に他のファンタジー作品のような杖は必要無く素手で発動できるが、杖を用いて魔法を使用する者もいる。
詠唱を行うことで発動でき、魔法の種類によって詠唱の文章は様々。
ダリエルは全種類の魔法の発動にかかる時間をすべて覚えている。
オーラ
人間族全員が元来身に着けている力。冒険者はオーラを武具に付与して性能を強化し、戦闘を行う。全部で5つの特性が存在する。
オーラにはタイプと呼ばれる個人差が存在し、どの特性もそつなく扱えるもの、一つの特性に重点を置いたものなどが存在するが、全てに高い適合がある状態は非常に少なく、現時点ではアランツィルとその子孫であるダリエルとグランが確認されている。
タイプには遺伝が関係し、親子で揃って同じタイプを持つことが多い。
通常は自分のタイプを最大限に生かせるように武器を選択する。
スラッシュ（斬）
切る事に特化した特性。剣や斧などの斬撃武器と相性が良い。適性が高ければ切れ味も格段に高くなる。
スティング（突）
突く事に特化した特性。「突」の字が使われているが、遠距離攻撃にも適用される。槍や弓矢など先端が尖った形状の武器と相性が良い。適性が高ければ貫通力が上がるだけでなく命中精度にも補正がかかり、敵に攻撃が当たりやすくなる。
ヒット（打）
打撃に特化した特性。スラッシュやスティングによる攻撃が効かない頑丈な敵に対して効果が高い。ハンマーや鞭など打撃武器と相性が良い。適性が高ければ破壊力が上がる。
ガード（守）
防御に特化した特性。武器を盾代わりにして攻撃を防ぐ際も適用できるが、それよりも盾や手甲などの防具と相性が良い。適性が高ければ耐久力が上がり、脆い素材の盾で相手の頑丈な武器を受け止め、逆に破壊することも可能となる。
無
ダリエルが発見した5つ目の特性。オーラを武具に付与せず自分の体に溜めたままにすることで、身体能力の強化が行われる。
特性として明文化したのはダリエルでありまだ周知されていないが、ダリエルが発見するより以前にもマリーカやアランツィルなど明らかに身体能力が群を抜いて高く、明確な描写は無いが無特性を無意識に使用していると思われる人物も存在する。
ミスリル鉱石
希少鉱石の１つで、人間族ならオーラ、魔族なら魔力の浸透値次第で効果が左右される特性を持ち、それ故に長年人間族と魔族の争乱の一因になっている。通常の鉱石と違い、加工技術にも一定の知識と練度が要求され、人間族では衰退の一途を辿っていたが、スミスがラクス村でミスリル専用の鍛治工房を興した事でミスリルの加工技術が消滅する危機は脱した。
その加工技術は、炎の温度を色で見る必要があり暗い場所で行うため、スミスは「ベッドマナー」と呼んでおり、ミスリルの加工技術が受け継がれた際、この呼び方もラクス村内だけで広まっている。
ヘルメス
スミスが自身の生涯を賭して成そうとした、ミスリル鉱石を元にした新素材。それまで長らく魔族がミスリル鉱山を占拠していた事もあり研究が停滞していたが、ダリエルがミスリル鉱山を開放したのを機に、そしてダリエルのオーラが全ての特性に適していたというのもあり余生を賭けて成功させると精錬に没頭し、ダリエルのために「ヘルメス刀」を完成させた。ダリエルの全ての適合が高いオーラ特性に合わせて製作されており、所有者の意思に応じてナイフ・片刃の剣・鞭など様々な形態に変形する特性を持つ。また4大精霊の契約次第で成長する「進化素材」でもあり、最終進化したヘルメス刀は神すら殺せる「神聖武器」へと到達した。

## 既刊一覧

### 小説
- 岡沢六十四（著）・sage・ジョー（イラスト）『解雇された暗黒兵士（30代）のスローなセカンドライフ』講談社〈Kラノベブックス〉、既刊3巻（2020年3月27日現在）
  1. 2019年8月2日発売[2]、ISBN 978-4-06-516030-5
  2. 2019年11月1日発売[17]、ISBN 978-4-06-516918-6
  3. 2020年3月27日発売[18]、ISBN 978-4-06-518884-2

### 漫画
- 岡沢六十四（原作）・るれくちぇ（漫画）・sage・ジョー（キャラクター原案）『解雇された暗黒兵士（30代）のスローなセカンドライフ』講談社〈ヤンマガKCスペシャル〉、既刊16巻（2025年7月18日現在）
  1. 2020年3月27日第1刷発行（同日発売[12][13]）、ISBN 978-4-06-518834-7
  2. 2020年8月20日第1刷発行（同日発売[19]）、ISBN 978-4-06-520202-9
  3. 2021年1月20日第1刷発行（同日発売[20]）、ISBN 978-4-06-522015-3
  4. 2021年6月17日第1刷発行（同日発売[8]）、ISBN 978-4-06-523675-8
  5. 2021年11月18日第1刷発行（同日発売[21]）、ISBN 978-4-06-525859-0
  6. 2022年3月18日第1刷発行（同日発売[22]）、ISBN 978-4-06-527058-5
  7. 2022年7月20日第1刷発行（同日発売[23]）、ISBN 978-4-06-528478-0
  8. 2022年11月18日第1刷発行（同日発売[24]）、ISBN 978-4-06-529791-9
  9. 2023年3月20日第1刷発行（同日発売[25]）、ISBN 978-4-06-531467-8
  10. 2023年7月20日第1刷発行（同日発売[26]）、ISBN 978-4-06-532373-1
  11. 2023年11月20日第1刷発行（同日発売[27]）、ISBN 978-4-06-533642-7
  12. 2024年3月18日第1刷発行（同日発売[28]）、ISBN 978-4-06-534960-1
  13. 2024年7月19日第1刷発行（同日発売[29]）、ISBN 978-4-06-536294-5
  14. 2024年11月20日第1刷発行（同日発売[30]）、ISBN 978-4-06-537536-5
  15. 2025年3月18日発売[31]、ISBN 978-4-06-538920-1
  16. 2025年7月18日発売[32]、ISBN 978-4-06-540195-8

## テレビアニメ
2022年7月にテレビアニメ化が発表され、2023年1月から3月までTOKYO MXほかにて放送された。

### スタッフ
- 原作 - 岡沢六十四[35]
- 漫画 - るれくちぇ[35]
- キャラクター原案 - sage・ジョー[35]
- 監督 - 追崎史敏[14]
- 助監督 - 夕澄慶英！[35]
- シリーズ構成・シナリオ - 雨宮ひとみ[35]
- キャラクターデザイン - 米澤怜美[14]
- モンスターデザイン - 飯島弘也、友田政晴
- 美術設定 - 荒井和浩、小山貴大[35]
- 美術監督 - 荒井和浩[35]
- 色彩設計 - 庄司詩織[35]
- 撮影監督 - 伊藤康行[35]
- 2Dワークス - 蓬田佑季[35]
- CGディレクター - 山本祐希江[35]
- 編集 - 齋藤朱里[35]
- 音響監督 - 森下広人[35]
- 音楽 - 伊藤翼[14]
- 音楽制作プロデューサー - 桑原聖[35]
- 音楽制作 - Arte Refact
- プロデューサー - 中里浩彰、塩谷佳之、松岡貴徳
- プロデュース - グッドスマイルフィルム[35]、小倉充俊
- アニメーションプロデューサー - 天野翔太
- アニメーション制作 - エンカレッジフィルムズ[14]
- 製作 - 解雇された暗黒兵士製作委員会[35]（bilibili、講談社、ポニーキャニオン）

### 主題歌
「CHANGEMAKER」
Hinanoによるオープニングテーマ。作詞はYuho Iwasato、作曲は小林哲也、編曲は小林哲也、二木元太郎。
「Dear Doze Days」
鬼頭明里によるエンディングテーマ。作詞は真崎エリカ、作曲・編曲は矢鴇つかさ（Arte Refact）。

### 各話リスト
| 話数   | サブタイトル                         | 絵コンテ   | 演出         | 作画監督                                                                                                | 総作画監督                      | 初放送日      |
| ------ | ------------------------------------ | ---------- | ------------ | --- | ------------------------------- | ------------- |
| 第1話  | ダリエル、解雇される。               | 追崎史敏   | 徐傳峰       | 渋谷秀 米澤怜美 寒川歩 佐藤史暁 synod                                                                   | -                               | 2023年 1月7日 |
| 第2話  | ダリエル、冒険者として初仕事をする。 | 夕澄慶英！ | 居村雄馬     | 小澤和則 本田辰雄 synod                                                                                 | 渋谷秀 寒川歩 佐藤史暁 米澤怜美 | 1月14日       |
| 第3話  | ダリエル、昔の職場へ行く。           | 飯田崇     | 徐傳峰       | 本田辰雄 synod                                                                                          | 渋谷秀 寒川歩 佐藤史暁 米澤怜美 | 1月21日       |
| 第4話  | ダリエル、交渉する。                 | 飯田崇     | 胡蝶蘭あげは | 本田辰雄 Mubon Hyeong Jun Jeon Hyun Jin Ryu Joong Hyeon Lee Yeongmi Lee Jitaek Lim Sugyeong Cho Mijeong | 渋谷秀 寒川歩 佐藤史暁 米澤怜美 | 1月28日       |
| 第5話  | ダリエル、決闘する。                 | 大畑晃一   | 居村雄馬     | 本田辰雄 synod                                                                                          | 渋谷秀 寒川歩 佐藤史暁 米澤怜美 | 2月4日        |
| 第6話  | ダリエル、湯気に包まれる。           | 大畑晃一   | 徐傳峰       | 小澤和則 本田辰雄 synod                                                                                 | 渋谷秀 寒川歩 佐藤史暁 米澤怜美 | 2月11日       |
| 第7話  | ダリエル、あの技を使う。             | 夕澄慶英！ | 居村雄馬     | 本田辰雄 synod                                                                                          | 渋谷秀 寒川歩 佐藤史暁 米澤怜美 | 2月18日       |
| 第8話  | ダリエル、奔走する。                 | 大畑晃一   | 胡蝶蘭あげは | 本田辰雄 Lee Yeongmi Lee Jitaek Cho Mijeong                                                             | 渋谷秀 寒川歩 佐藤史暁 米澤怜美 | 2月25日       |
| 第9話  | ダリエル、再会する。                 | 大畑晃一   | 胡蝶蘭あげは | 本田辰雄 Song Jinyeong Kim Nanum Kim Suho                                                               | 渋谷秀 寒川歩 佐藤史暁 米澤怜美 | 3月4日        |
| 第10話 | ダリエル、火の粉を浴びる。           | 藍崎灯     | 徐傳峰       | 本田辰雄 Lee Seokyun Lee Yeongmi Jeong Sejeong Min Hyunsuk                                              | 渋谷秀 寒川歩 佐藤史暁 米澤怜美 | 3月11日       |
| 第11話 | ダリエル、対決する。                 | 大畑晃一   | 居村雄馬     | 本田辰雄 Lee Seongjae Kim Juno Song Jinyeong Kang Buyeong                                               | 渋谷秀 寒川歩 佐藤史暁 米澤怜美 | 3月18日       |
| 第12話 | ダリエル、手を伸ばす。               | 追崎史敏   | 徐傳峰       | 本田辰雄 Lee Seokyun Lee Yeongmi Lee Jitaek Ahn Minmi                                                   | 米澤怜美 寒川歩 佐藤史暁        | 3月25日       |

### 放送局
| 放送期間               | 放送時間                     | 放送局   | 対象地域 | 備考                                 |
| ---------------------- | ---------------------------- | -------- | -------- | ------------------------------------ |
| 2023年1月7日 - 3月25日 | 土曜 22:00 - 22:30           | TOKYO MX | 東京都   |                                      |
|                        |                              | BS11     | 日本全域 | BS放送 / 『ANIME+』枠                |
| 2023年1月9日 - 3月27日 | 月曜 0:30 - 1:00（日曜深夜） | AT-X     | 日本全域 | CS放送 / 字幕放送 / リピート放送あり |

| 配信開始日    | 配信時間                     | 配信サイト |
| ------------- | ---------------------------- | --- |
| 2023年1月7日  | 土曜 23:00 更新              | dアニメストア |
| 2023年1月12日 | 木曜 0:00（水曜深夜） 更新   | ABEMA Amazon Prime Video アニメタイムズ auスマートパスプレミアム バンダイチャンネル dTV DMM TV FOD Hulu J:COMオンデマンド milplus TELASA U-NEXT クランクイン！ビデオ GYAO!ストア ニコニコ動画 Rakuten TV ビデオマーケット |
| 2023年1月14日 | 土曜 0:00 - 0:30（金曜深夜） | ニコニコ生放送 |

### BD
| 巻 | 発売日        | 収録話          | 規格品番   |
| -- | ------------- | --------------- | ---------- |
| 1  | 2023年3⽉22⽇ | 第1話 - 第3話   | PCXP-50971 |
| 2  | 2023年4⽉19⽇ | 第4話 - 第6話   | PCXP-50972 |
| 3  | 2023年5⽉17⽇ | 第7話 - 第9話   | PCXP-50973 |
| 4  | 2023年6⽉21⽇ | 第10話 - 第12話 | PCXP-50974 |